# インドラ・チョーク

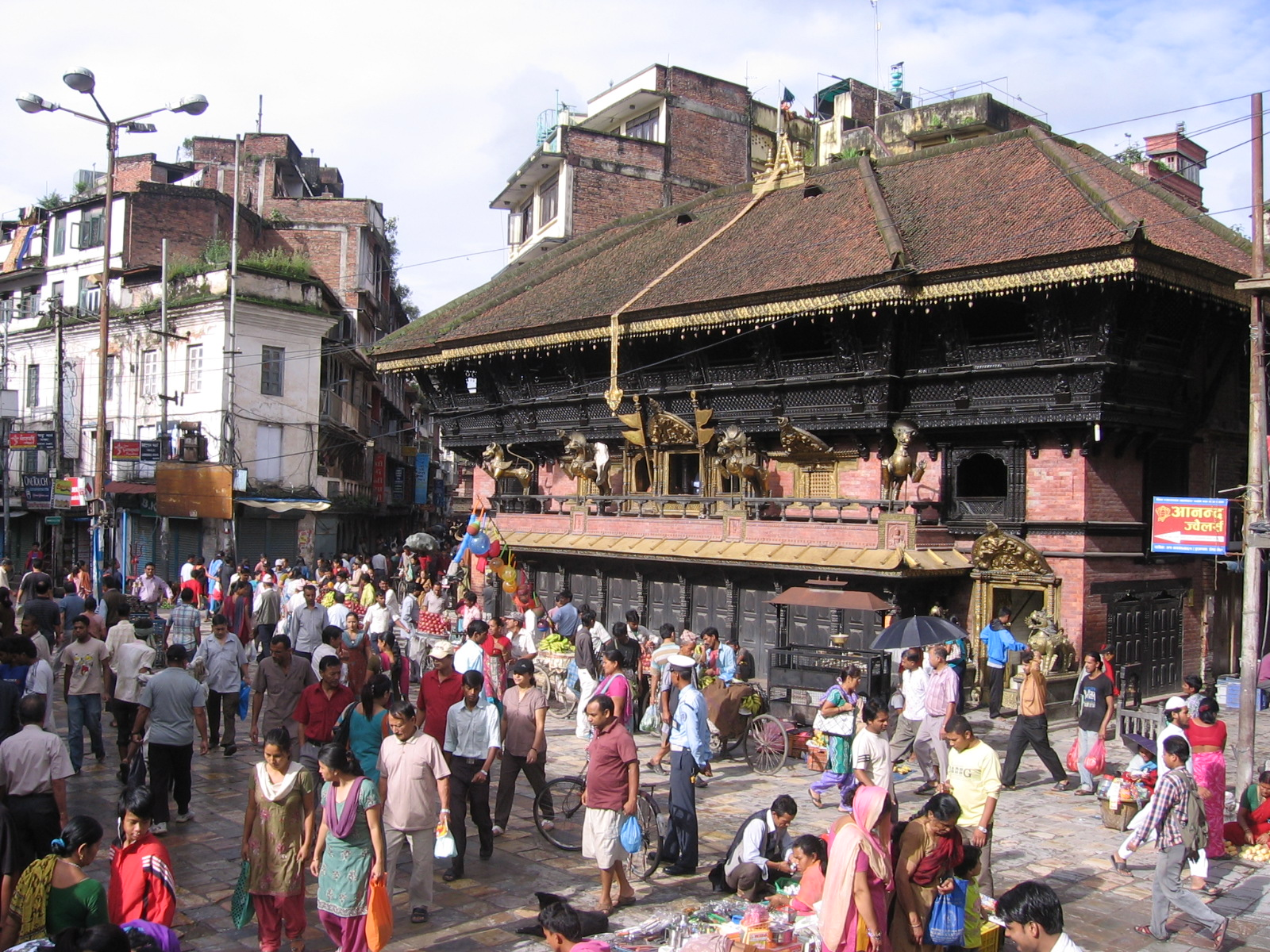
インドラ・チョーク 2012年

インドラ・チョーク（英語:Indra Chowk、Nepali: इन्द्र चोक; Nepal Bhasa: Wangha वंघः）は、ネパール・カトマンズの中世から続くバザール。

## 概要
古くより市民の集う市場として栄え、中世の街並みが残される。両側には格子窓のはまる木造の建物がびっしり並び、道に面した1階は小さな店が並び常に人通りが絶えないもっともカトマンズらしい雰囲気を色濃く残す場所。。雑貨、日用品、毛織物、サリー、あらゆる食品などを売る店が所狭しと軒を連ね、古い建物の木の窓の装飾が美しい。マチェンドラナート寺院から200mの位置にあり、ガネシュ寺院、アカシュ・バイラブ寺院、シヴァ寺院もこの一角に集まっている。朝5時頃から8時頃までは朝市も立つ。